# Dodge Monaco
La Dodge Monaco è un'autovettura di classe alta prodotta dal 1965 dalla Dodge, divisione della Chrysler Corporation. È questa vettura, nel suo modello 1974, la celebre Bluesmobile dei Blues Brothers.
La Monaco originale venne progettata per competere con le altre vetture della sua classe quali la Pontiac Grand Prix.
Introdotta nel 1965 come modello coupé questa vettura era basata sulla Dodge Polara due porte hardtop. La Monaco aveva un profilo del tetto speciale, elementi di lusso e una console centrale posta tra i due sedili anteriori. Nel 1969 il nome Monaco identificava tutti i modelli, di produzione Dodge, dotati di un interno di alto livello, siano stati essi station wagon, berline o hardtop, sostituendo il precedente nome Polara che venne utilizzato per le vetture di livello base.
Anche la Chrysler Corporation of Canada Ltd costruì la Monaco e solo in questo paese era disponibile una versione decappottabile della vettura. Le vetture prodotte in Canada inoltre erano dotate, nel 1965 e nel 1966, del cruscotto della Plymouth.
Con la crisi energetica del 1973, la Chrysler applicò il nome Monaco a una vettura di classe media, la Coronet, il cui nome scomparve dopo 20 anni di uso da parte della Dodge. Per un breve periodo la versione di classe alta della Monaco, più grande, venne chiamata Dodge Royal Monaco.
Il nome Monaco scomparve anch'esso nel 1979 per venire rimpiazzato nella Dodge dalla St. Regis. Nel 1989 il nome Monaco venne riutilizzato, per un breve periodo, per la commercializzazione della Renault 25 venduta negli Stati Uniti dalla AMC come Eagle Premier, equipaggiata con un motore PRV e a trazione anteriore. La produzione di questo modello venne interrotto nel 1992 quando fu introdotta la Dodge Intrepid.

## La Monaco nei media
Le Monaco furono molto popolari come auto della polizia di diversi stati USA, e proprio come vettura della Mount Prospect Police è stata utilizzata nel film The Blues Brothers. Per la precisione la "Bluesmobile" è una "Monaco 440", ovvero con motore V8 da 7.200 cm³. (440in³) erogante 375 cv (280 kW). Nella realtà, a causa della crisi del petrolio del 1973, venne adottata una cilindrata inferiore (360in³), scendendo ai pur rispettabili 275 CV (206 kW) del modello 1974.

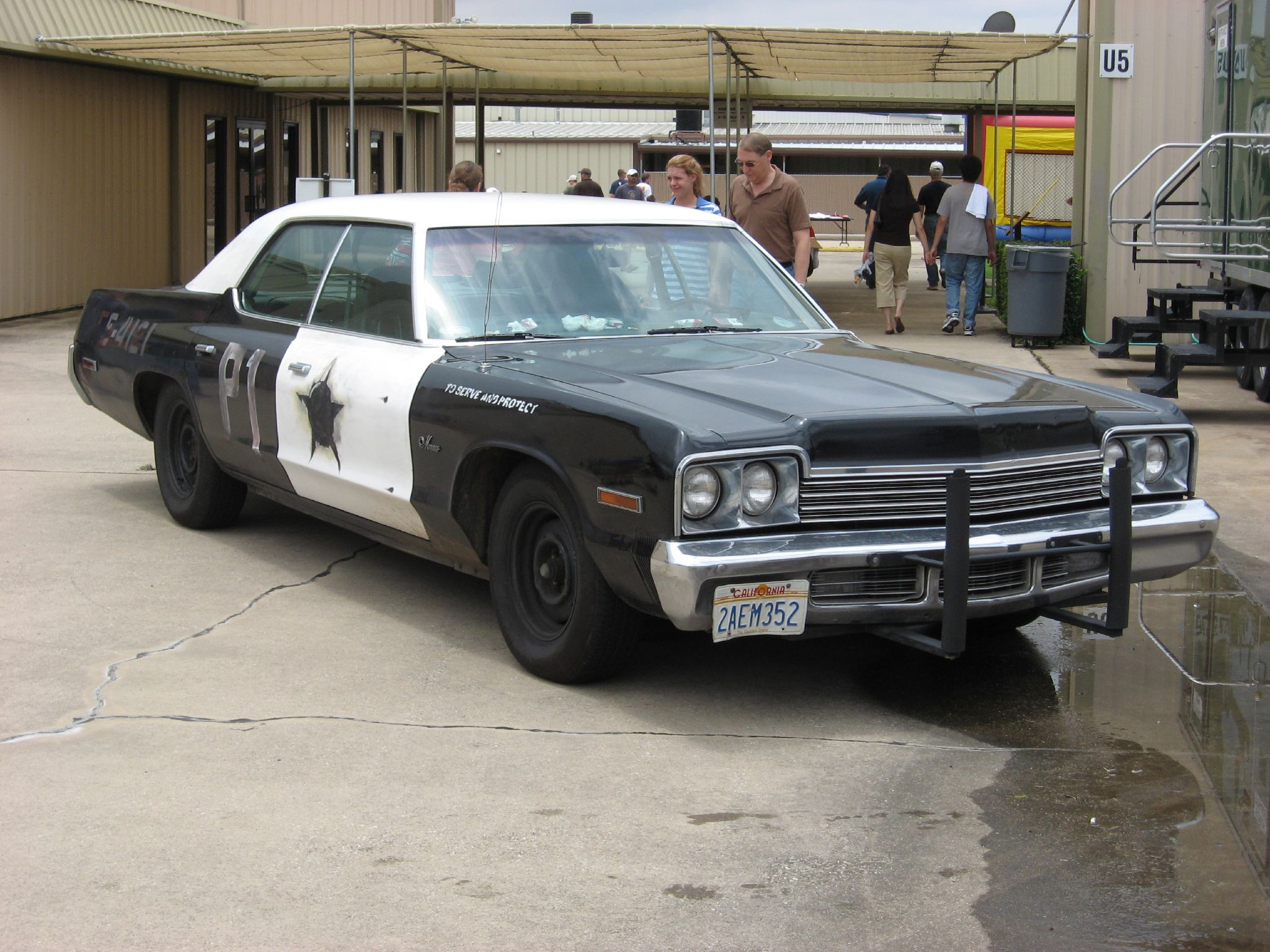
Una replica della Bluesmobile Dodge Monaco Sedan del 1974

Inoltre, sempre nei colori delle auto della polizia e insieme alla Plymouth Gran Fury, furono molto usate (e spesso distrutte) sulle scene di molti film d'azione degli anni settanta e ottanta, come la serie televisiva Hazzard.